# Xã Otter Creek, Quận LaSalle, Illinois
Xã Otter Creek (tiếng Anh: Otter Creek Township) là một xã thuộc quận LaSalle, tiểu bang Illinois, Hoa Kỳ. Năm 2010, dân số của xã này là 2.970 người.